# Мершбах
Мершбах (нем. Merschbach) — община в Германии, в земле Рейнланд-Пфальц.
Входит в состав района Бернкастель-Витлих. Подчиняется управлению Тальфанг ам Эрбескопф. Население составляет 48 человек (на 31 декабря 2010 года). Занимает площадь 3,20 км².